# Gone Too Soon
Gone Too Soon – singiel Michaela Jacksona z albumu Dangerous. Dotarł do 33 miejsca na liście UK Singles Chart. 
Utwór jest dedykowany choremu na AIDS Ryanowi White. Singlem tym Michael Jackson chciał upamiętnić długą i wyczerpującą walkę Ryana z chorobą.

## Lista utworów
1. "Gone Too Soon" – 3:21
2. "Human Nature" – 4:05
3. "She's Out of My Life" – 3:38
4. "Thriller" – 5:57